# Knud Enemark Jensen
Pour les articles homonymes, voir Kirsten Jensen et Jensen.
Knud Enemark Jensen (Aarhus, 30 novembre 1936 — Rome, 26 août 1960) est un cycliste danois. Décédé à 23 ans d'un coup de chaleur en pleine course pendant les Jeux olympiques d'été de 1960 à Rome, son autopsie révèle l'utilisation de produits dopants.

## Biographie
Aux Jeux olympiques d'été de 1960 à Rome, Knud Enemark Jensen participe à l'épreuve des 100 km contre-la-montre par équipe. Alors que la température avoisine les 42 °C, il chute et tombe dans le coma. Décédé peu de temps après à l'hôpital, sa mort lève une grande controverse sur le dopage. Deux jours après le drame, son entraîneur avoue publiquement lui avoir donné des produits dopants. Malgré ces aveux, les organisateurs italiens paient une indemnité de 1 600 dollars aux héritiers du cycliste. Ils prennent également des mesures pour lutter contre la chaleur.
Les analyses toxicologiques révèlent qu'il avait absorbé différents produits dopants, notamment des amphétamines. L'autopsie indique que l'athlète danois est mort d'un coup de chaleur et non de l'utilisation de produits interdits.

## Palmarès
- 1959
  - 10e du championnat du monde sur route amateurs
- 1960
  - Champion des Pays nordiques sur route
  - Fyen Rundt
  - 2e du championnat des Pays nordiques du contre-la-montre par équipes